# BBC Micro

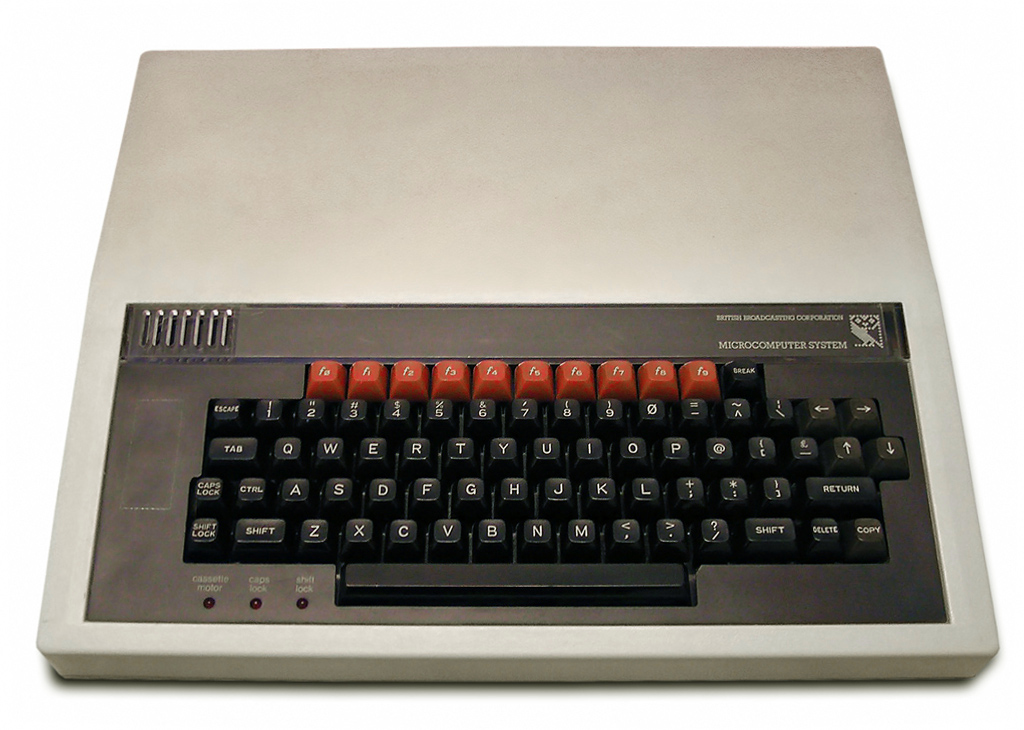
Bovenaanzicht van de BBC-computer

De Acorn BBC Micro is een microcomputer met als hart de 6502A-microprocessor. De Engelse fabrikant Acorn Computers Ltd heeft deze computer speciaal ontwikkeld voor de British Broadcasting Corporation (BBC).
ITV bracht in 1979/1980 een documentairereeks in 6 delen uit met de naam "The Mighty Micro" ("De machtige micro") om het publiek te informeren over wat er op dat moment met microcomputers mogelijk was en hoe deze de wereld zouden kunnen gaan veranderen. De BBC wilde toen een serie programma's maken waarin het een en ander gedemonstreerd werd aan de hand van een echte (commercieel verkrijgbare) microcomputer. De wensen en eisenlijst voor deze microcomputer is door de BBC aan verschillende bedrijven gegeven, om zo voor dit doel een microcomputer te laten ontwikkelen. De televisieserie heette "The Computer Programme" en de eerste aflevering werd op 11 januari 1982 uitgezonden.
Onder druk van het Britse parlement moest de BBC kiezen voor een computer gemaakt in het Verenigd Koninkrijk. Aanvankelijk heeft de BBC gesproken met Newbury Laboratories en werd in samenwerking met dit bedrijf een wensen- en eisenlijst opgesteld waar hun NewBrain aan zou voldoen. Toen bleek dat Newbury niet in staat was zo'n computer te produceren, werd een open inschrijving gehouden met strengere eisen. Een van de criteria was namelijk dat aan de computer ook eenvoudig randapparatuur zoals een printer, modem of een joystick kon worden aangesloten, iets wat toentertijd lang niet vanzelfsprekend was. Een de kandidaten was de ZX Spectrum van Clive Sinclair. Maar men kwam uit bij Acorn, alwaar een groep studenten van de Universiteit van Cambridge de Acorn Proton aan het ontwikkelen was. En deze Acorn Proton bleek op bijna alle fronten te passen op de specificaties van de BBC, in het bijzonder echter niet qua prijs. Op veel fronten was de Proton zelfs beter dan de gevraagde specificaties. Een samenwerkingsverband was geboren.
In 1982 zagen de eerste Acorn BBC-computers het daglicht. Eerst in Engeland, later ook daarbuiten. De introductie viel samen met de televisieserie, waardoor velen de Acorn BBC aanschaften om de serie op televisie te kunnen volgen. De televisieserie had dan ook meer het karakter van een cursus en werd in korte tijd zeer populair.

## Computermodellen
De eerste modellen waren de Acorn BBC model A en Acorn BBC model B. Een systeem rond de 6502A microprocessor met respectievelijk 16K RAM en 32K RAM, en 32K ROM. De 32K ROM is opgedeeld in 16K voor BASIC-interpreter, en 16K voor het besturingssysteem van de computer. Vooral de beperkte hoeveelheid RAM van model A was een reden waarom deze niet populair was en men meestal een model B koos. Ook waren bij model A een aantal van de aansluitingen voor randapparatuur niet geïnstalleerd. Opwaarderen naar model B hield niet alleen in dat er componenten geplaatst moesten worden in aanwezige voetjes, maar ook dat er allerlei connectoren ingesoldeerd moesten worden. De BBC-B kreeg al snel de bijnaam 'Beeb'.
In 1985 is ook nog een Acorn BBC model B+ uitgebracht met 64K RAM, en eind 1985 een versie met 128K RAM (de B+ 128K). 32K hiervan zijn net als bij de modellen A en B rechtstreeks te gebruiken, de resterende 32K van de B+ zijn opgedeeld in shadow-RAM (bevat het beeldschermgeheugen) en sideway-RAM. Hiervoor moeten het OS en de video processor wel telkens schakelen naar het juiste stuk RAM. De B+128K heeft nog extra 4 x 16K sideway-RAM om programmeertalen en hulpprogramma's in te kunnen laden.
In 1986 verscheen nog een uitgebreidere versie van de BBC, de BBC Master met vrijwel dezelfde eigenschappen als B+, maar met twee extra 'slots' waar heel makkelijk voorgeprogrammeerde cartridges ingestoken konden worden. Op het moederbord was plaats voor een tweede processor, een co-processor. Dat kon eenzelfde zijn, maar, zoals op de Master 512, ook een 10 MHz Intel 80186 processor met 512 kB geheugen waarop het DOS Plus besturingssysteem draaide. Op die manier konden ook MS-Dos programma's draaien en was schakelen tussen BBC en MS-Dos mogelijk.
De Master wordt wel gezien als het hoogtepunt van het 8-bit-computertijdperk. Zowel de Beeb als de Master werden erg gewaardeerd bij het besturen en controleren van modelspoorbanen, satellietschotelontvangers, draaibanken en robot-achtige toepassingen.

## Gebruikersgroepen
Voor de Acorn BBC-computers bestaat sinds 1983 tot vandaag de dag nog steeds een Nederlandse gebruikersgroep. De naam van deze groep, de "Big Ben Club", is afgekort gelijk aan het type computer waarvoor ze is opgericht. Echter, in de loop der jaren is de BBC-gebruikersgroep alle andere en nieuwere Acorn-computers ook gaan ondersteunen. Vandaar dat de Big Ben Club nu de landelijke gebruikersvereniging voor Acorn- en RISC OS-gebruikers is.

## Trivia
- Bij het Domesday Project uit 1986 van o.a. de BBC speelde de aanwezigheid van BBC Micro's op veel Britse scholen een belangrijke rol. Hiervoor werd de opvolger, de BBC Master, gebruikt.